# Liste der Naturdenkmale in Grünkraut
| Naturdenkmale | Anzahl |
| ------------- | ------ |
| FND           | 4      |
| END           | 6      |
| Gesamt        | 10     |

Die Liste der Naturdenkmale in Grünkraut nennt die verordneten Naturdenkmale (ND) der im baden-württembergischen Landkreis Ravensburg liegenden Gemeinde Grünkraut. In Grünkraut gibt es insgesamt zehn als Naturdenkmal geschützte Objekte, davon vier flächenhafte Naturdenkmale (FND) und sechs Einzelgebilde-Naturdenkmale (END).
Stand: 31. Oktober 2016.

## Flächenhafte Naturdenkmale (FND)
| Name                                        | Bild | Kennung     | Einzelheiten | Position | Fläche Hektar | Datum         |
| ------------------------------------------- | ---- | ----------- | ------------ | -------- | ------------- | ------------- |
| Baumgruppe mit 2 Sommerlinden, 1 Stieleiche | BW   | 84360391406 | Grünkraut    | ⊙        | 0,0           | 31. Okt. 1969 |
| Drumlin bei Wallenhaus                      | BW   | 84360391402 | Grünkraut    | ⊙        | 0,0           | 27. März 1968 |
| Erlenwald bei Drangrindeln                  | BW   | 84360392068 | Grünkraut    | ⊙        | 1,4           | 3. März 1987  |
| Waldwiese Schnatterweiher                   | BW   | 84360390232 | Grünkraut    | ⊙        | 2,2           | 3. März 1987  |
| Legende für Naturdenkmal                    |      |             |              |          |               |               |

## Einzelgebilde (END)
| Name                                         | Bild | Kennung     | Einzelheiten | Position | Fläche Hektar | Datum         |
| -------------------------------------------- | ---- | ----------- | ------------ | -------- | ------------- | ------------- |
| Esche nö. Dangrindeln                        | BW   | 84360391404 | Grünkraut    | ⊙        | 0,0           | 31. Okt. 1969 |
| Findling                                     | BW   | 84360391401 | Grünkraut    | ⊙        | 0,0           | 31. Aug. 1937 |
| Sommerlinde in Arneggen (Herr Lawrenz)       | BW   | 84360391408 | Grünkraut    | ⊙        | 0,0           | 13. Nov. 1974 |
| Sommerlinde s. Dangrindeln                   | BW   | 84360391405 | Grünkraut    | ⊙        | 0,0           | 31. Okt. 1969 |
| Stieleiche an Straße Dangrindeln–Englisreute | BW   | 84360391403 | Grünkraut    | ⊙        | 0,0           | 31. Okt. 1969 |
| Stieleiche nördlich Lungsee                  | BW   | 84360391407 | Grünkraut    | ⊙        | 0,0           | 25. Juni 1981 |
| Legende für Naturdenkmal                     |      |             |              |          |               |               |